# Liste der Kulturdenkmale in Mutzschen

Wappen von Mutzschen

In der Liste der Kulturdenkmale in Mutzschen sind die Kulturdenkmale des Grimmaer Ortsteils Mutzschen verzeichnet, die bis Juli 2024 vom Landesamt für Denkmalpflege Sachsen erfasst wurden (ohne archäologische Kulturdenkmale). Die Anmerkungen sind zu beachten.
Diese Aufzählung ist eine Teilmenge der Liste der Kulturdenkmale in Grimma.

## Mutzschen
| Bild                                    | Bezeichnung | Lage                                             | Datierung | Beschreibung | ID       |
| --------------------------------------- | --- | ------------------------------------------------ | --- | --- | -------- |
| Direkt Bild zu diesem Denkmal hochladen | Meilenstein | (Gemarkung Merschwitz, Flurstück 86/6) (Karte)   | 2. Hälfte 19. Jahrhundert | Königlich-Sächsischer Meilenstein, zum Wegestein umgearbeitet, verkehrsgeschichtlich von Bedeutung. Umgearbeiteter Meilenstein aus Sandstein, oben an den Seiten abgerundet mit Inschrif: „Grimma 12,8 km, Mutzschen 0,6 km, Oschatz 11,1 km (?), Grimma 1,00 M, Köllmichen 1,1 km“. | 08974298 |
| Direkt Bild zu diesem Denkmal hochladen | Wegestein | (Gemarkung Böhlen, Flurstück 148) (Karte)        | 19. Jahrhundert | Alte Ortslage Böhlitz, aus Sandstein auf Ziegelsteinsockel, pyramidale Spitze, mit Inschrift, verkehrsgeschichtlich von Bedeutung. Quadratische Natursteinsäule mit flacher pyramidaler Spitze aus dem 19. Jahrhundert, ggf. ursprünglich vorhandene Inschriften nicht mehr erkennbar. Inschrift „Böhlitz: 1/8 St., Roda 1/2 St., ..4 St.“ (Rest unleserlich). Wegestein als Zeugnis der verkehrstechnischen Erschließung des ländlichen Raumes von verkehrsgeschichtlicher Bedeutung. | 08974312 |
| Weitere Bilder                          | Turmholländer (Windmühle Mutzschen) | An der Rolle 4 (Karte)                           | 2. Hälfte 19. Jahrhundert | Technik- und ortsgeschichtlich von Bedeutung. Dreigeschossig, auf kreisförmigem Grundriss, im unteren Teil Bruchstein, Aufsatz Ziegelstein, zum Teil verbrettert, flaches, später hinzugefügtes Zeltdach, Flügel nicht mehr vorhanden, Segmentbogenfenster mit Ziegelsteinrahmung, alte Sprossenfenster. | 08974275 |
| Direkt Bild zu diesem Denkmal hochladen | Wohnhaus in offener Bebauung | Baderwiese 4 (Karte)                             | 1. Hälfte 19. Jahrhundert | Erdgeschoss Lehm, Obergeschoss ursprünglich wohl Fachwerk, Zeugnis der baulichen Entwicklung im Ort im 19. Jahrhundert, von sozialhistorischer Bedeutung. Zweigeschossiger, verputzter Massivbau, Erdgeschoss Lehm, Obergeschoss Ziegelstein, Putzfaschen an Tür mit Schlussstein, ältere Tür (um 1930), Satteldach. | 08974287 |
| Direkt Bild zu diesem Denkmal hochladen | Wohnhaus in offener Bebauung | Baderwiese 10 (Karte)                            | 1. Hälfte 19. Jahrhundert | Zeugnis der baulichen Entwicklung im Ort im 19. Jahrhundert in Fachwerkbauweise, baugeschichtlich von Bedeutung. Zweigeschossig, Erdgeschoss massiv, Obergeschoss Fachwerk, Fenster mit Putzfaschen im Erdgeschoss, Holztraufe, Krüppelwalmdach. | 08974290 |
| Weitere Bilder                          | Wasserstation | Berggasse 37 (Karte)                             | Mitte 1930er Jahre | Putzbau mit Natursteingliederung, technik- und ortsgeschichtlich von Bedeutung. Eingeschossiger verputzter Massivbau, Bruchsteinsockel, Ecklisenen, originale Tür, geputztes Türgewände mit Bruchsteinschlussstein, profilierte Putztraufe, Walmdach mit Biberschwanzdeckung, vermutlich Wasserstation, keine Trafostation. | 08974325 |
| Direkt Bild zu diesem Denkmal hochladen | Wohnstallhaus eine Vierseithofes | Böhlitz 4 (Karte)                                | 1. Hälfte 19. Jahrhundert | Alte Ortslage Böhlitz, Putzbau mit Drillingsfenster (Palladio-Motiv) im Giebel, Zeugnis der bäuerlichen Bau- und Lebensweise im 19. Jahrhundert, ortsbildprägende Lage, baugeschichtlich von Bedeutung. Zweigeschossiger Massivbau, verputzt, Fenstergewände in Porphyrtuff (Türgewände entfernt), im Giebel Palladiomotiv, Krüppelwalmdach. | 08974464 |
| Direkt Bild zu diesem Denkmal hochladen | Wohnhaus | Böhlitz 8 (Karte)                                | Ende 18. Jahrhundert | Alte Ortslage Böhlitz, Obergeschoss Fachwerk mit Fußstreben, als ältestes Fachwerkwohnhaus des Ortes von bauhistorischer Bedeutung. Zweigeschossig, Erdgeschoss massiv, verputzt, Obergeschoss Fachwerk, Walmdach, Biberschwanzdeckung. | 08974311 |
| Direkt Bild zu diesem Denkmal hochladen | Wohnhaus in offener Bebauung | Böhlitzer Weg 6 (Karte)                          | 1. Hälfte 19. Jahrhundert | Obergeschoss Fachwerk verbrettert, Zeugnis der baulichen Entwicklung im Ort im 19. Jahrhundert, von heimatgeschichtlicher Bedeutung. Zweigeschossig, Erdgeschoss massiv (vermutlich Lehm), Obergeschoss vermutlich Fachwerk (jetzt verbrettert), Giebel vermutlich massiv erneuert, ältere Fenter. | 08974288 |
| Direkt Bild zu diesem Denkmal hochladen | Kelleranlage (Eiskeller) | Böhlitzer Weg 14 (gegenüber) (Karte)             | 2. Hälfte 19. Jahrhundert | Wirtschaftshistorische Bedeutung. Eingeschossiger unverputzter Ziegelsteinbau mit Keller, Bruchsteinsockel, einfache Gliederung, Pultdach, ältere Tür und Tor. | 08974327 |
| Direkt Bild zu diesem Denkmal hochladen | Stallgebäude und Seitengebäude, Brunnen im Hof und Torbogen des ehemaligen Wirtschaftshofes des Rittergutes (Einzeldenkmale der Sachgesamtheit 09302407, Zum Schloss 7)                            | Dr.-Robert-Koch-Straße 1 (Karte)                 | Bezeichnet mit 1858, spätere Umbauten (Wirtschaftsgebäude); wohl Anfang 18. Jh. (Torbogen) | Einzeldenkmale der Sachgesamtheit Rittergut und Schloss Mutzschen; ehemalige Stallgebäude im Innern gewölbt, Umbau in den 1950er Jahren zum Landwarenhaus, von ortshistorischer Bedeutung. Gebäude des ehemaligen Wirtschaftshofes des Ritterguts Mutzschen, gelegen an den Straßen Zum Schloss und An der Kirchenmauer. - Stall, bezeichnet mit 1858 (Inschrifttafel): zweigeschossiger verputzter Massivbau, Walmdach mit Gauben an einer Seite, im Inneren mehrschiffig gewölbt im Erdgeschoss (Umbau in den 1950er Jahren zum Landwarenhaus) - Seitengebäude: eingeschossig, rückwärtig stark abfallend zum Schlossgraben hinunter zum Teil aber zweigeschossig mit Satteldach, starke Umbauten, Brunneneinfassung in Sandstein, Torbogen in Bruchstein, Torgewände in Porphyrtuff, Kugelaufsätze in Porphyrtuff | 08974271 |
| Direkt Bild zu diesem Denkmal hochladen | Ehemalige Poliklinik mit Nebengebäude, Toreinfahrt und umliegender Grünanlage (ehemals Landambulatorium)                                                                                           | Dr.-Robert-Koch-Straße 4 (Karte)                 | 1953 (Landambulatorium); bezeichnet mit. 1953 (Torpfeiler) | Zeittypischer Putzbau im traditionalistischen Stil der Erbauungszeit, bauhistorische und sozialgeschichtliche Bedeutung. - Poliklinik: zweigeschossiger Putzbau, Satteldach, beidseitig Hecht, Natursteinsockel, Sonnenschutzeinrichtungen und Fenstergitter aus der Erbauungszeit, seitlich eingeschossiger Anbau, im Untergeschoss Garage, im Inneren große Teile der Originalausstattung: Lampen, Türen, Treppen, Fußböden, Wartezimmerbänke - Nebengebäude mit Garagen: Putzbau mit Satteldach - umliegende Grünanlage: mit Wegebelägen, Einfassungen, Bepflanzung, Torpfeiler in Naturstein, bezeichnet mit 1953 (Inschrift am Torpfeiler) | 08966048 |
| Weitere Bilder                          | Postmeilensäule | Marktplatz (Karte)                               | 1955 (Kopie), Original bezeichnet mit 1723 | Kursächsische Postmeilensäulen (Sachgesamtheit), verkehrsgeschichtlich von Bedeutung. Kopie einer kursächsischen Distanzsäule aus Sandstein mit verschiedenen Inschriften auf drei Seiten mit Angaben der Postkurse nach Süden, Westen und Norden. Auf allen vier Seiten sind die Jahreszahl 1723 und das Posthornzeichen eingemeißelt. Die Einfassungsmauer besteht aus Granit. 1954/55 wurde eine Kopie hergestellt, die 1981 korrigiert sowie erneuerter Spitze und Inschriften aufgestellt wurde. Das originale, als Postmeilensäule kaum erkennbare Reststück befindet sich im Heimatmuseum. | 08974246 |
| Weitere Bilder                          | Wohnhaus (mit Kronenapotheke) in geschlossener Bebauung und in Ecklage | Marktplatz 1 (Karte)                             | 1. Hälfte 19. Jahrhundert | Historisches Apothekengebäude, schlichter Putzbau, als Teil der Marktbebauung von ortsbildprägender Wirkung, von ortshistorischer Bedeutung. Zweigeschossig, massiv, verputzt, Putzgliederung (Faschen), neun Fensterachsen, zwei segmentbogenförmige Eingänge, über linkem Eingang rundbogige Nische mit vergoldeter Krone, Walmdach, Biberschwanzdeckung, Segmentbogengauben, denkmalgerecht erneuert. | 08974245 |
| Direkt Bild zu diesem Denkmal hochladen | Pfarrhaus und zwei Nebengebäude und seitliche Einfriedung mit Torbogen | Marktplatz 8 (Karte)                             | 1724 (Pfarrhaus); Ende 18. Jahrhundert (Nebengebäude) | Barocker Putzbau mit repräsentativem Portal, als Teil der Marktbebauung von ortsbildprägender Wirkung, ortsgeschichtlich und bauhistorisch von Bedeutung. - Pfarrhaus: zweigeschossig, massiv, verputzt, Fenstergewände Porphyrtuff, geohrtes Segmentbogenportal aus Porphyrtuff mit Schlussstein und gerader Überdachung, Ecklisenen, symmetrische Fensteranordnung, profilierte Putztraufe, ältere Winterfenster, Satteldach, Kronendeckung, Fledermausgauben - 1. Nebengebäude: eingeschossiger verputzter Massivbau, Satteldach, Fenster- und Türgewände vermutlich Porphyrtuff, älteres Tor mit Oberlicht, Holztraufe - 2. Nebengebäude: eingeschossiger verputzter Massivbau, Pultdach, Türgewände Porphyrtuff - Einfriedung: verputzte Bruchsteinmauer mit Steinplatten-Abdeckung, floral verziertes Eisentor, zum Pfarrgarten Segmenttorbogen | 08974252 |
|                                         | Wohnhaus, Seitengebäude (mit Kumthalle), Scheune, Hofpflaster und Toreinfahrt eines Ackerbürgerhofes                                                                                               | Marktplatz 9 (Karte)                             | Ende 18. Jahrhundert (Ackerbürgerhaus); 19. Jahrhundert (Seitengebäude) | Weitgehend im Originalzustand erhaltenes Pferdnergut, von baugeschichtlicher und ortshistorischer Bedeutung. - Wohnhaus: zweigeschossiger Putzbau mit Giebel zum Markt, Segmentbogenportal mit Schlussstein aus Porphyrtuff (reich verziert), Satteldach, Fenstergewände Porphyrtuff, innen vermutlich schwarze Küche - Stall: zweigeschossiger Bruchsteinbau, zum Teil noch originale Putzgliederung, rundbogige Kumthalle, Fenster- und Türgewände in Sandstein, im Obergeschoss Segmentbogenfenster, alte Holzsprossenfenster, Satteldach mit mittigem Zwerchhaus und Ladeluke, Kronendeckung - Scheune: zweigeschossig, massiv, verputzt, zwei große segmentbogenförmige Tordurchfahrten, Sturzbögen aus Ziegelstein, Satteldach - Einfriedung: Eisentor | 08974247 |
| Weitere Bilder                          | Wohnhaus eines Ackerbürgerhofes | Marktplatz 11 (Karte)                            | Um 1800 | Schlichter Putzbau mit schönem Portal, seitlich eine Tordurchfahrt im Haus zum Hof, Teil der Marktplatzbebauung, von bau- und heimatgeschichtlicher Bedeutung. Zweigeschossiger Massivbau, auf hakenförmigem Grundriss, verputzt, Walmdach, große rundbogige Tordurchfahrt, Fenster mit Putzfaschen, Lisenengliederung, zur Straße hin Segmentbogenportal aus Porphyrtuff mit Schlussstein und gerader Überdachung, spätere Ladeneinbauten, profilierte Traufe, zur Straße Fledermausgauben, Kronendeckung, Putz erneuert, (Seitengebäude nicht einsehbar). | 08974248 |
|                                         | Ehemaliges Diakonat, mit Stützmauer zur Straße „An der Kirchenmauer“ | Marktplatz 12 (Karte)                            | 18. Jahrhundert, im Kern vermutlich älter | Gut gegliederter Putzbau, von orts- und baugeschichtlicher Bedeutung. Zweigeschossiger Massivbau, Putzgliederung (Ecklisenen, Gesimsband), hofseitig zwei Eingänge, Tür- und Fenstergewände vermutlich Porphyrtuff, zugewandter Giebel mit Krüppelwalm, abgewandter Giebel mit Walm, rückwärtige Traufseite mit hohen Substruktions- und Stützmauern, Fachwerkerker im Obergeschoss. | 08974258 |
| Direkt Bild zu diesem Denkmal hochladen | Wohnhaus in Ecklage und in geschlossener Bebauung | Marktplatz 13 (Karte)                            | Um 1725 | Schlichter Putzbau mit Mansarddach, Zeugnis der baulichen Entwicklung von Mutzschen nach dem Stadtbrand des 18. Jahrhunderts, städtebaulich von Bedeutung. Breit gelagerter achtachsiger Massivbau, zweigeschossig, Tür erneuert, originale Fenstergitter, Fenstergewände Porphyrtuff und zum Teil Sandstein (an Giebelseite), Mansarddach (oberer Teil nicht mehr vorhanden), Kronendeckung, fein profilierte Holztraufe, hofseitig drei Geschosse (beide Obergeschosse in Fachwerk), mit Erker. | 08974249 |
| Weitere Bilder                          | Ehemalige Schule und ehemaliges Kantorat | Marktplatz 14, 16 (Karte)                        | Bezeichnet mit 1775 | Markanter, langgestreckter Putzbau mit Zwerchhaus,ursprünglich wohl Teil der einstigen Klosteranlage (Augustiner-Kloster der Marienknechte), von ortsgeschichtlicher und bauhistorischer Bedeutung. Bezeichnet mit 1775 (Inschrifttafel an Nummer 16), an Nordseite des Pfarrkirchturms anschließender langgestreckter zwölfachsiger Massivbau, verputzt, zweigeschossig, Satteldach, Erdgeschoss Segmentbogenfenster, Obergeschoss Rechteckfenster, Fenster- und Türgewände zum Teil Sandstein, vier Eingänge, zwei davon (Markt 14) mit originalen Türen (mit Oberlicht, um 1850), zentrales Zwerchhaus (späterer Anbau) mit Segmentbogenfenster und Rundfenster (Ziegelstein), an Traufseite von Nummer 16 Inschrifttafel „CHRISTIAN WARTIG. M-MEISTER 1775“, an Giebelseite Kellerzugang (eingeschossiger Vorbau), rückseitig ehemals Treppenturm mit schmalen rundbogigen Fenstern (Treppenturm Abbruch vor 2016). | 08974257 |
| Weitere Bilder                          | Kirche mit Ausstattung, Kirchhof und Einfriedungsmauer des Kirchhofs sowie Kriegerdenkmal für die Gefallenen der Kriege 1866 und 1870/71                                                           | Marktplatz 18 (Karte)                            | Bezeichnet mit 1495, im Kern älter (Kirche); 1681 Wiederaufbau (Kirche); 1660–1670 (Kruzifix); 1962 (Altar und Triptychon)                                                                          | Ortsbildprägender spätgotischer Kirchenbau, im Kern älter (Chorturmkirche), von bau-, orts- und kunstgeschichtlicher Bedeutung. - Kirche: Chorturmkirche, massiv, verputzt, einschiffig, Satteldach, Ostturm quadratisch im oberen Teil oktogonal mit Zeltdach, vom Kirchenschiff abgetrennter polygonaler Chor (mit Dreiachtelschluss), Strebepfeiler, im Westen Spitzbogenportal mit Stabwerk, am Südportal innen Starschedelsches Wappen, dreiseitig Emporen, Orgel von Paul Schmeisser (1899), Altar: Triptychon von Carl Crodel (1962), ehemals Kirche des Klosters der Marienknechte - Kirchhof: im Süden und Osten durch angrenzende Bürgerhäuser gerahmt, im Westen durch gleichzeitig als Stützmauer fungierende Bruchsteinmauer eingefriedet, Zugangstreppe von Süden, Wege mit wassergebundener Decke, teilweise überwachsen, im Westen der Kirche Winter-Linde (Tilia cordata), Kriegerdenkmal mit drei von ehemals vier im Quadrat angeordneten Rosskastanien (Aesculus hippocastanum) - Kriegerdenkmal: Sandsteinstele auf getrepptem Sockel, Stele nach oben verjüngend, stark profiliertes Gesims, darüber Kanonenkugeln an den Ecken, Palmenwedel- und Eichenlaubrelief, Lorbeerkranz und kursächsisches Wappen, Inschrift: „Fuer Blut und Leben Eure tapfere Hand habt Ihr hingegeben für das Vaterland.“ | 08974259 |
|                                         | Wohnhaus in Ecklage und in halboffener Bebauung | Marktplatz 20 (Karte)                            | Um 1800 | Platzbildprägendes Wohnhaus mit reich gegliederter Dachlandschaft aus der Zeit um 1800, baugeschichtlich von Bedeutung. Zweigeschossig mit Kellersockel, verputzter Massivbau, Ecklisenen, Mittelrisalit, schönes Mansarddach mit originalen Fledermausgauben und späterem Zwerchhaus mit Dreiecksgiebel, Fenster erneuert, in den Gauben alte Fenster, profilierte Putztraufe. | 08974251 |
|                                         | Wohnhaus in Ecklage und in geschlossener Bebauung | Marktplatz 22 (Karte)                            | Um 1800 | Einfacher Putzbau mit Mansarddach und charakteristischen Dachgauben, platzbildprägendes Wohnhaus am Markt, baugeschichtlich von Bedeutung. Zweigeschossiger Putzbau auf hakenförmigem Grundriss, Mansarddach mit Kronendeckung, zum Markt hin symmetrische Gliederung mit dreiachsigem Mittelrisalit, drei Gauben mit Dreiecksgiebel und Volutenrahmung, Putztraufe, im Erdgeschoss gefächertes Kreuzgratgewölbe. | 08974250 |
| Direkt Bild zu diesem Denkmal hochladen | Wohnhaus in offener Bebauung | Mühlgasse 8 (Karte)                              | 1. Hälfte 19. Jahrhundert | Zeugnis für die bauliche Entwicklung des Ortes im 19. Jahrhundert in der Nähe der Mühle, von sozialhistorischer Bedeutung. Zweigeschossig, massiv an Rückseite verputztes Fachwerk im Obergeschoss, verputzt, Fensterfaschen, Satteldach, Biberschwanzdeckung, giebelseitig späterer Vorbau, alte Fenster. | 08974279 |
| Direkt Bild zu diesem Denkmal hochladen | Wohnhaus in offener Bebauung | Mühlgasse 18 (Karte)                             | Um 1800 | Kleines Fachwerkgebäude in der Nähe der alten Mühle von Mutzschen, von sozialhistorischer Bedeutung. Zweigeschossig, Erdgeschoss massiv, Obergeschoss Fachwerk, ein Giebel massiv, ein Giebel Fachwerk, giebelseitiger Anbau, Satteldach, originale Fenstergrößen mit Fensterladen, hakenförmiger Grundriss. | 08974280 |
|                                         | Doppelwohnhaus in offener Bebauung | Mutzschener Bahnhofstraße 3, 5 (Karte)           | Um 1905 | Aufwändig gestaltetes Gebäude, Putzbau in Formen des Späthistorismus und Jugendstils, Zierfachwerk, von baugeschichtlicher Bedeutung. Zweigeschossiges Doppelwohnhaus, Kellergeschoss massiv, zum Teil verputzt, Seitenrisalite bekrönt durch geschweifte Knickgiebel (zum Teil durch flammenartige Zinkbleche gerahmt), kannelierte Ecklisenen, im linken Seitenrisalit im Erdgeschoss ovales geschwungenes Fenter mit Oberlichtsprossen und floralen aufgeputzten Faschen, sonst Fenster mit Vorhangbogenüberdachung, im Mittelteil Obergeschoss mit Zierfachwerk und geschnitzten Balkenköpfen, vorkragendes Pfettendach, an einer Giebelseite (Nummer 3): gestufte Treppenhausfenster durch Rundbogen überfangen, originale Eingangstür mit Oberlicht, originales Treppenhaus, Walmdach, Biberschwanzdeckung (Lübschützer gelbe Dachziegel), neben rechtem Seitenrisalit eine Fensterachse mit verbrettertem Obergeschoss, Eingang Nummer 5 verändert, rechte Giebelseite mit Krüppelwalmdach, zum Teil porphyrfarben eingefärbte Kunststeingewände. | 08974273 |
|                                         | Ehemaliges Postamt | Mutzschener Bahnhofstraße 7 (Karte)              | 1905 laut Auskunft | Putzbau in späthistoristischen Formen, mittenbetonte Straßenfront mit Vorlage und Zwerchgiebel, von ortshistorischer Bedeutung. Zweigeschossig, massiv, verputzt, Kellergeschoss, Kunststeingewände, Mittelrisalit betont durch breiten Segmentbogengiebel mit ovalem Fenster und zwei Segmentbogenfenster mit Schlussstein, zwei seitliche flache Gauben mit Volutenrahmung und Rundbogenverdachung, an rechter Giebelseite originaler Eingang mit verbrettertem Vorhäuschen, Eingangstür mit Oberlicht, rückwärtig alte Tür, Auffahrtsrampe, Mansarddach, im Erdgeschoss original eingebauter Briefkasten (Eisen) mit Posthorn und Briefrelief (bemalt). | 08974274 |
| Direkt Bild zu diesem Denkmal hochladen | Handschwengelpumpe im Vorgarten eines Wohnhauses | Mutzschener Bahnhofstraße 30 (Karte)             | Ende 19. Jahrhundert | Technisches Kleindenkmal, kulturgeschichtlich von Bedeutung. Betonsockel, kannelierte Eisensäule, Mäander- und Zahnschnittabschluss, geschwungener Handschwengel, ölfarbener Anstrich. | 08974277 |
| Weitere Bilder                          | Ehemaliger Bahnhof mit Empfangsgebäude und Wirtschaftsgebäude | Mutzschener Bahnhofstraße 73 (Karte)             | 1895 | Ehemals für die wirtschaftliche Entwicklung der Ackerbürgerstadt Mutzschen wichtiger Bahnhof der Schmalspurbahn Mügeln–Neichen (6967; sä. MN), ab 1972 in Mutzschen Verkehr eingestellt und Gleise demontiert, Gebäude mit Anklängen des Schweizer Stils zeugen von Bedeutung des Bahnhofs, orts-, eisenbahn- und verkehrsgeschichtlich von Bedeutung. - Bahnhof: zweigeschossig, massiv, verputzt, Sockel aus Polygonalmauerwerk, an beiden Traufseiten zweiachsiger Mittelrisalit, alte Aufschrift „Mutzschen“, Segmentbogenfenster, Pfettendach mit geschnitzten Balkenköpfen und Hängegiebel, giebelseitig eingeschossiges verbrettertes Vorhäuschen mit Zeltdach, Aufschrift „Mutzschen“, im Obergeschoss originale Rundfenster, Eingangstür mit Oberlicht (gründerzeitlich), Ecklisenen, hintere Giebelseite Anbau mit Rampe - Nebengebäude: eingeschossig mit Bruchsteinsockel, Ziegelsteinbau mit Satteldach (Pfettendach), Sandsteingewände, Sturzbögen, Segmentbogentor mit alter Holztür, Eingang Granitstufen mit alter Tür und Sturzbogen aus Ziegelstein | 08974276 |
| Direkt Bild zu diesem Denkmal hochladen | Stallgebäude eines Ackerbürgerhofes | Obere Hauptstraße 1 (Karte)                      | 19. Jahrhundert | Ehemaliges Pferdnergut als Vierseithof, Zeugnis der örtlichen Wirtschaftsweise in der Vergangenheit, von heimatgeschichtlicher Bedeutung. Zweigeschossiger, verputzter Massivbau (Bruchstein zum Teil Ziegelstein), Fenstergewände im Erdgeschoss in Porphyrtuff, originale Putzgliederung, Ziegelsteintraufe, Satteldach, im Inneren Säulen und Gewölbe. | 08974261 |
| Direkt Bild zu diesem Denkmal hochladen | Wohnhaus in geschlossener Bebauung | Obere Hauptstraße 4 (Karte)                      | Um 1905, im Kern älter | Schön gegliederter Putzbau mit jugendstilartiger Dekoration von straßenbildprägender Wirkung, baugeschichtlich von Bedeutung. Zweigeschossig, massiv, verputzt, Mittelrisalit durch groben Spritzputz abgesetzt, Fenstergewände Kunststein, differenzierte Putzstruktur, Tür denkmalgerecht erneuert, profilierte Putztraufe, Satteldach mit mittiger Gaube, profilierte Fenster denkmalgerecht erneuert. | 08974272 |
| Direkt Bild zu diesem Denkmal hochladen | Wohnhaus, Scheune und Hofpflaster eines Ackerbürgerhofes | Obere Hauptstraße 5 (Karte)                      | 1. Hälfte 19. Jahrhundert | Schlichter Putzbau mit Tordurchfahrt und Satteldach, ehemaliges Pferdnergut als Vierseithof, Zeugnis der örtlichen Wirtschaftsweise vergangener Zeiten, heimatgeschichtlich von Bedeutung. - Stall: eingeschossiger verputzter Massivbau, unterkellert, Mansarddach, originales Tor - Torhaus: Tordurchfahrt, zweigeschossiger Massivbau, Fachwerk, Satteldach, Hofpflaster | 08974262 |
| Direkt Bild zu diesem Denkmal hochladen | Wohnhaus in Ecklage und in halboffener Bebauung | Obere Hauptstraße 8 (Karte)                      | Mitte 19. Jahrhundert | Markanter Putzbau, Zeugnis der baulichen Entwicklung des Ortes im 19. Jahrhundert, Anklänge an den klassizistischen Stil, ortsentwicklungsgeschichtlich von Bedeutung. Zweigeschossiger verputzter Massivbau, originale Putzgliederung, Fenstergewände in Sandstein, im Giebel Putzfaschen, Sohlbänke in Sandstein, geputzte Ecklisenen, Türgewände in Sandstein mit Verdachung, Putzgesims, Putztraufe, Satteldach. | 08974263 |
| Direkt Bild zu diesem Denkmal hochladen | Wohnhaus und Hinterhaus eines Ackerbürgerhofes | Obere Hauptstraße 11 (Karte)                     | 1. Hälfte 19. Jahrhundert, spätere Veränderungen | Schlichter Putzbau mit Tordurchfahrt und Satteldach, als ehemalige Schmiede von ortshistorischer Bedeutung. - Wohnhaus: zweigeschossiger verputzter Massivbau, Ecklisenen, Putzgliederung (20. Jahrhundert), profilierte Putztraufe, Satteldach, originales Tor (Türen und Fenster erneuert) - Hinterhaus: Massivbau | 08974264 |
| Direkt Bild zu diesem Denkmal hochladen | Wohnhaus in offener Bebauung | Obere Hauptstraße 28 (Karte)                     | Mitte 19. Jahrhundert | Einfach gegliederter Putzbau, Zeugnis der baulichen Entwicklung des Ortes in gutem Originalzustand, heimatgeschichtlich von Bedeutung. Zweigeschossiger verputzter Massivbau, geputzte Ecklisenen, Fenstergewände im Erdgeschoss in Porphyrtuff, Türgewände in Porphyrtuff mit Schlussstein und Oberlicht, ältere Türen und Fenster, im Obergeschoss Porphyrtuffsohlbänke und Putzfaschen, profilierte Putztraufe, Satteldach mit Fledermausgauben. | 08974265 |
| Direkt Bild zu diesem Denkmal hochladen | Wohnhaus in offener Bebauung | Obere Hauptstraße 29 (Karte)                     | 1. Hälfte 19. Jahrhundert, spätere Umbauten | Zeugnis der baulichen Entwicklung Mutzschens, in Fachwerkbauweise, ortsbildprägende Lage, heimatgeschichtlich von Bedeutung. Zweigeschossig, Erdgeschoss massiv, Obergeschoss Fachwerk, Satteldach, Fenster- und Türgewände in Holz, Türgewände mit Schlussstein, Giebel massiv erneuert, Vorbau 1920er/1930er Jahre. | 08974269 |
| Direkt Bild zu diesem Denkmal hochladen | Datumsstein an der Außentreppe und Schlussstein über Hauseingang | Obere Hauptstraße 30 (Karte)                     | Bezeichnet mit 1571 (Inschrifttafel); 1726 (Schlussstein) | Porphyrtuff, Datumsstein schlichter Rechteckstein mit Datierung 1571, Schlussstein barocke Kartusche mit Initialen AF und Datierung 1726, unterer Teil abgearbeitet, ortshistorische Bedeutung. Zweigeschossiger verputzter Massivbau, Tür mit Schlussstein (bezeichnet mit 1726), Treppenaufgang mit Inschrifttafel in Porphyrtuff (bezeichnet mit 1571), Ziegelsteintraufe, Walmdach, rückwärtig jüngerer Anbau – Gebäude 2017 auf Antrag der Eigentümer gestrichen, durch starke Eingriffe (zuletzt wohl in den 1970er Jahren) Denkmalwert erheblich herabgesetzt, deshalb kein öffentliches Erhaltungsinteresse mehr. | 08974266 |
| Weitere Bilder                          | Friedhof Mutzschen (Sachgesamtheit) | Obere Hauptstraße 42 (Karte)                     | Ende 16. Jahrhundert (Friedhofskirche); 17.–19. Jahrhundert (Friedhof) | Sachgesamtheit Friedhof Mutzschen mit folgenden Einzeldenkmalen: Friedhofskirche, Friedhofsgärtnerhaus und Leichenhalle, Kriegerdenkmal für die Gefallenen des Ersten Weltkrieges, VVN-Denkmal sowie einzelne Grabmale (08974268) und den Sachgesamtheitsteilen Einfriedung und gärtnerische Friedhofsgestaltung; alte Friedhofskirche mit Dachreiter, von baugeschichtlicher und ortshistorischer Bedeutung | 09302412 |
| Weitere Bilder                          | Friedhofskirche, Friedhofsgärtnerhaus und Leichenhalle, Kriegerdenkmal für die Gefallenen des Ersten Weltkrieges, VVN-Denkmal sowie einzelne Grabmale (Einzeldenkmale der Sachgesamtheit 09302412) | Obere Hauptstraße 42 (Karte)                     | Ende 16. Jahrhundert (Friedhofskirche); 1. Hälfte 19. Jahrhundert (Gärtnerhaus); bezeichnet mit 1833 (Inschrifttafel Leichenhalle); nach 1918 (Kriegerdenkmal); 1950/1960er Jahre (VdN/OdF-Denkmal) | Einzeldenkmale der Sachgesamtheit Friedhof Mutzschen; alte Friedhofskirche mit Dachreiter, von baugeschichtlicher und ortshistorischer Bedeutung. - Friedhofskirche: eingeschossig, polygonaler Chor mit Dreiachtelschluss, Satteldach mit Fledermausgauben, Korbbogenfenster, Dachreiter (Empore bezeichnet mit 1599) (Kanzel bezeichnet: 1602) - Friedhofsgärtnerhaus: zweigeschossig, verputzter Massivbau, einfach Putzgliederung, Satteldach - ehemalige Leichenhalle: eingeschossig, massiv, verputzt, Tür- und Fenstergewände zum Teil in Porphyrtuff, ein Türgewände mit Schlussstein (bezeichnet mit „H.“) darüber Inschrifttafel „Vorhalle zu den Behausungen der Todten errichtet von Johanne Magdalene verm. Amts verw. Hauffe eingeweihet den 6. Juni 1833“, Satteldach, Friedhofsgärtnerhaus: zweigeschossig, verputzter Massivbau, einfach Putzgliederung, Satteldach - Kriegerdenkmal: drei steinerne Stelen, davor drei steinerne Kugeln, Bruchsteinmauer und Einfriedungsmauer in Bruchstein, davor Sockel in Bruchstein mit Abdeckplatte in Sandstein und Relief (Lorbeerkranz und Schwert), in Stelen Inschrift: „Die Kirchgemeinde Mutzschen mit Böhlitz, Döbern, Gastewitz, Göttwitz, Jeesewitz, Köllmichen, Leipen, Merschwitz, Prösitz, Roda, Wetteritz den im Weltkrieg gefallenen Soldaten zum dankbaren Gedächtnis“ und die Namen der Toten unter den einzelnen Ortsnamen, Reliefs (Schwerter), zwei Rotbuchen - Grabmale: - Begräbnis Paul Lüttich und Walter Thiele (gef. 1918) - Erbbegräbnis: Schlegel (Ernst Hermann Schlegel, gest. 1903) - Erbbegräbnis: Fam. Meyer-Fritsche, Vorwerk Gaudichsroda (um 1905) - Erbbegräbnis: Fam. Brodkorb & Zschau, Mutzschen-Jeewenitz (um 1905), spätklassizistisches Postament-Grabmal - Ruhestätten der Fam. Prengel (Roda) und Fam. Böttger (Köllmichen) (um 1910) - VVN-Denkmal mit Inschrifttafel „Freund, der Du die Sonne noch siehst, vollende, was unseren brechenden Augen war leuchtend Fanal!“ „Hier ruhen 5 unbekannte KZ-Häftlinge und Kämpfer gegen den Faschismus, beim Todesmarsch einer Lagerkolonne auf der vorübergehenden Landstraße ermordet am 26.2.1945“ und roter Winkel (1950er/60er Jahre). | 08974268 |
| Direkt Bild zu diesem Denkmal hochladen | Wohnhaus eines Hakenhofes | Pfarrhäuser 15 (Karte)                           | Bezeichnet mit 1740 im Kern | Straßenbildprägender Fachwerkbau, von sozialhistorischer Bedeutung. Bezeichnet mit 1740 (erneuerter Schlussstein): zweigeschossig, Erdgeschoss massiv, Obergeschoss Fachwerk, Giebel massiv, Steiles Satteldach mit Kronendeckung, Biberschwanz, (denkmalgerecht saniert), Segmentbogen und Türrahmung aus Holz mit Schlussstein (erneuert), rückwärtige Traufseite nicht erneuert (altes Fachwerk). | 08974278 |
|                                         | Straßenbrücke über das Mutzschener Wasser | Seilerberg (Karte)                               | 19. Jahrhundert | Steinerne Bogenbrücke, historisches Brückenbauwerk von ortsbildprägender Wirkung, verkehrsgeschichtliches Denkmal. Bogenbrücke in Bruchstein über das Mutzschener Wasser, Abdeckplatten in Ziegelstein. | 08974284 |
| Weitere Bilder                          | Wohnhaus in offener Bebauung | Seilerberg 7 (Karte)                             | Bezeichnet mit 1821 | Einfacher Putzbau mit schönem Segmentbogenportal, Zeugnis der baulichen Entwicklung des Ortes im 19. Jahrhundert, von heimatgeschichtlicher Bedeutung. Bezeichnet mit 1821 (Schlussstein), zweigeschossiger, verputzter Massivbau, Satteldach an Rückseite abgeschleppt, Holztraufe, Eingangstür mit Schlussstein (vermutlich in Sandstein oder Porphyrtuff), im Schlussstein Inschriften „EGG, 1841“ oder „EGG 1821“. | 08974285 |
| Direkt Bild zu diesem Denkmal hochladen | Straßenbrücke über und Stützmauern an dem Mutzschener Wasser | Untere Hauptstraße (Karte)                       | 19. Jahrhundert | Steinerne Bogenbrücke, verkehrshistorisches Denkmal. Bogen in Sandstein, sonst Bruchstein, Abdeckplatten in Sandstein. | 08974324 |
|                                         | Wohnhaus in offener Bebauung und Nebengebäude (ehemals Amtsschösserhaus) | Untere Hauptstraße 2 (Karte)                     | 1724 Dendro | Stattlicher Barockbau, Putzfassade, Korbbogenportal und Walmdach, Hauptfront durch überhöhten Mittelrisalit betont, von baugeschichtlicher und ortshistorischer Bedeutung. - Wohnhaus: zweigeschossiger verputzter Massivbau, Fenstergewände in Porphyrtuff, Mittelrisalit mit Frontispiz, profiliertes Giebelgesims in Putz, Okulus im Giebel mit Putzgewände, profilierte Putztraufe, Walmdach, an der Rückseite Porphyrtuffportal mit Schlussstein - Nebengebäude: eingeschossig, verputzter Massivbau, Fenster- und Türgewände in Sandstein, zum Teil als Putzfaschen, älteres Tor, Türsturz in Holz | 08974318 |
| Direkt Bild zu diesem Denkmal hochladen | Wohnhaus in offener Bebauung sowie seitliche Toreinfahrt | Untere Hauptstraße 4 (Karte)                     | Um 1900 | Putzfassade in historistischen Formen, mit Kunststeingliederungen, Mittelrisalit mit aufwendig gestaltetem Zwerchgiebel, einziges Gebäude der Zeit des Historismus im Stadtkern, von ortsentwicklungsgeschichtlicher Bedeutung. - Wohnhaus: zweigeschossiger verputzter Massivbau, Sockel in Bruchstein, originale Putzgliederung, Gesims und Fenstergewände in Kunststein, Mittelrisalit mit reichdekoriertem Zwerchgiebel, reich profilierte Traufe, Satteldach, originale Fenster an der Giebelseite (reich verziertes geätztes Fenster mit Arabesken und Figuren) und Tür - originale Torpfeiler an der Hofseite, runde Ziegelsteinesse mit Kranzgesims hofseitig | 08974317 |
|                                         | Gasthaus Weißes Ross | Untere Hauptstraße 8 (Karte)                     | 1. Hälfte 19. Jahrhundert, spätere Veränderungen | Schlichter Putzbau mit Tordurchfahrt und Satteldach, von ortshistorischer Bedeutung. Zweigeschossiger verputzter Massivbau, Fenstergewände im Erdgeschoss zum Teil in Porphyrtuff, profilierte Putztraufe, Satteldach, originales Tor, rückwärtig dreigeschossiger Anbau mit Flachdach. | 08966019 |
| Direkt Bild zu diesem Denkmal hochladen | Wohnhaus in geschlossener Bebauung | Untere Hauptstraße 12 (Karte)                    | 1. Hälfte 19. Jahrhundert | Putzbau mit Natursteinelementen, schlichtes Segmentbogenportal, Zeugnis der baulichen Entwicklung im Ort in der ersten Hälfte des 19. Jahrhunderts, heimatgeschichtlich von Bedeutung. Zweigeschossiger verputzter Massivbau, Fenster- und Türgewände im Erdgeschoss in Porphyrtuff, Fenstergewände im Obergeschoss in Sandstein, originaler Putz, Ecke mit Lisenengliederung, verputzt, vermutlich Ziegelsteintraufe, Satteldach mit zwei Gauben, originale Tür. | 08974322 |
| Direkt Bild zu diesem Denkmal hochladen | Wohnhaus eines Ackerbürgerhofes | Untere Hauptstraße 13 (Karte)                    | Bezeichnet mit 1720; Umbau bezeichnet mit 1820 | Putzbau mit Walmdach, Tordurchfahrt und schönem Segmentbogenportal, in gutem Originalzustand erhaltenes Gebäude aus der Bebauungszeit nach dem Stadtbrand, von ortshistorischer und baugeschichtlicher Bedeutung. Zweigeschossiger verputzter Massivbau, im Erdgeschoss Fenstergewände in Porphyrtuff, Türgewände mit profiliertem Schlussstein in Porphyrtuff, im Schlussstein Inschrift: bezeichnet „1720“ und bezeichnet „1820“, Walmdach, einfache Putztraufe, Toreinfahrt mit älterem Tor. | 08974321 |
|                                         | Wohnhaus mit Heiste zur Straße und Pflasterung | Untere Hauptstraße 32 (Karte)                    | 1. Hälfte 19. Jahrhundert | Putzbau, straßenbildprägendes Gebäude der ersten Hälfte des 19. Jahrhunderts, bau- und heimatgeschichtlich von Bedeutung. Zweigeschossiger verputzter Massivbau, Bruchsteinmauerwerk, originale Putzgliederung, Fenstergewände als Putzfaschen, Krüppelwalmdach, Ziegelsteintraufe, Tür später verändert. | 08974323 |
| Direkt Bild zu diesem Denkmal hochladen | Bergkeller | Untere Hauptstraße 49 (gegenüber) (Karte)        | 19. Jahrhundert | Von ortshistorischer Bedeutung. Zwei Eingänge gerahmt jeweils von Stützpfeilern aus Bruchstein, alte Tür, Treppenzugang zum darüberliegenden Garten mit zwei Torpfeilern aus Ziegelstein, Lage: zwischen den Häusern Nummer 44, 46 und 50. | 08974463 |
| Direkt Bild zu diesem Denkmal hochladen | Turnhalle | Untere Hauptstraße 66 (Karte)                    | Um 1925 | Putzfassade mit neoklassizistischen Anklängen, von baugeschichtlicher und ortshistorischer Bedeutung. Kopfbau (eine Zeit lang als Jugendherberge genutzt): zweigeschossig, massiv, verputzt, breiter zentraler Eingang von kannelierten Pilastern gerahmt, gerade profilierte Überdachung, Putzgliederung Ecklisenen, Gesimsband, Medaillon mit Inschrift „Sportvereinigung / Einheit“, ursprünglich Turnhalle des T.V. „Frohsinn“, Walmdach mit Fledermausgauben, Biberschwanzdeckung, an rückwärtiger Traufseite, eingeschossiger Turnhallenanbau mit Satteldach, Biberschwanzdeckung, Fledermausgauben, hohe Rechteckfenster, kannelierte Pilaster, profilierte Traufe. | 08974313 |
| Direkt Bild zu diesem Denkmal hochladen | Wohnhaus in halboffener Bebauung | Zum Schloss 3 (Karte)                            | 1. Hälfte 19. Jahrhundert, spätere Umbauten | Straßenfront teils verputzt, teils offenliegendes Fachwerk, straßenbildprägende Lage in der Nähe des Kirchhofes, heimatgeschichtlich von Bedeutung. Zweigeschossig, Erdgeschoss massiv, Obergeschoss vermutlich Fachwerk, ein Türgewände vermutlich Kunststein, Satteldach mit Gauben. | 08974270 |
| Direkt Bild zu diesem Denkmal hochladen | Wohnhaus in halboffener Bebauung (mit rückwärtigem Anbau) sowie Einfriedung des Vorgartens und Stützmauer zum Seilerberg                                                                           | Zum Schloss 4 (Karte)                            | 1835 datiert | Charakteristischer Putzbau der ersten Hälfte des 19. Jahrhunderts, Teil der historischen Bebauung am Kirchhof und ehemaligen Wirtschaftshof des Rittergutes, bau- und heimatgeschichtlich von Bedeutung. - Wohnhaus: zweigeschossiger verputzter Massivbau, Fenstergewände in Sandstein (im Erdgeschoss als Segmentbogenfenster), Putztraufe, Satteldach mit Biberschwanzdeckung (Tür der 1930er Jahre), rückwärtiger Anbau mit Fenstergewände in Sandstein und Pultdach - Einfriedung als Ziergitter | 08974283 |
| Direkt Bild zu diesem Denkmal hochladen | Wohnhaus in geschlossener Bebauung (mit rückwärtigem Anbau) und Stützmauer zum Seilerberg | Zum Schloss 5 (Karte)                            | Um 1800, im Kern vermutlich älter | Schlichte Putzfassade, ursprünglich wohl zwei Häuser, Teil der historischen Bebauung am Kirchhof und ehemaligen Wirtschaftshof des Rittergutes, baugeschichtlich und städtebaulich von Bedeutung. - Wohnhaus: zweigeschossiger verputzter Massivbau mit Dachsprung, Putztraufe, Satteldach bzw. Krüppelwalmdach mit Biberschwanzdeckung, zur Rückseite zum Teil als Mansarddach - rückwärtige Einfriedung: Mauer in Bruchstein | 08974282 |
| Weitere Bilder                          | Rittergut und Schloss Mutzschen (Sachgesamtheit) | Zum Schloss 7 (Dr.-Robert-Koch-Straße 1) (Karte) | 1704 | Sachgesamtheit Rittergut und Schloss Mutzschen, mit folgenden Einzeldenkmalen: Schloss mit Torwächterhaus, Flankierungsturm (Hungerturm), Rest eines Wohnturms sowie Orangerie, Schlossbrücke und Einfriedung des Schlossparks (08974281, Zum Schloss 7), weiterhin Stallgebäude und Seitengebäude, Brunnen im Hof und Torbogen des ehemaligen Wirtschaftshofes des Rittergutes (08974271, Dr.-Robert-Koch-Straße 1), dazu der Schlossgarten mit Terrassen, Schlossteich, ehemaligem Baumgarten und Küchengarten, weiterhin mit folgenden Sachgesamtheitsteilen: Schlosshof, Wirtschaftshof und ehemalige Fischhalterei am Seilerberg; barocke Anlage, barocke Anlage, errichtet unter Einbeziehung von Teilen der 1681 abgebrannten mittelalterlichen Burg, Schloss durch Mittelrisalit mit prächtiger Freitreppe und Altan betont, von ortsgeschichtlicher, baugeschichtlicher, heimatgeschichtlicher, gartenkünstlerischer und landschaftsgestaltender sowie städtebaulicher Bedeutung. Das Gelände des Schlosses und Ritterguts Mutzschen liegt westlich der kleinen Stadt auf einem Geländesporn (Schlossberg), der vom Mutzschener Wasser umflossen ist. Der stadtseitige Graben (Kehlgraben) entstand im Mittelalter. Bereits im frühen Mittelalter war der Sporn zur Burganlage ausgebaut, allerdings reicht seine Geschichte als befestigter Ort noch weiter zurück. Im 10. Jahrhundert war Mutzschen vermutlich Zentrum eines deutschen Burgwards. Um 1290 kamen Burg und Herrschaft Mutzschen an die Burggrafen von Leisnig. Um 1400 ging der Besitz an die Familie von Starschedel, die bis ins 16. Jahrhundert hier ihre Herrschaft ausübte, dann übernahm der Landesherr das Rittergut Mutzschen mit seinen umfänglichen Besitzungen. Teile wurden in ein Kammergut umgewandelt. Das Schloss wurde Sitz des Amtsschössers im Amt Mutzschen. Bei dem Stadtbrand 1681 wurde auch das Schloss fast vollständig zerstört. Unter Christoph Abraham von Kanitz wurde 1703 der Wiederaufbau begonnen, zu dem auch die Erneuerung des Torwächterhauses und die Errichtung einer neuen Steinbrücke über den Graben gehörte. Zu den Besitzern des Guts zählten in der Folge die adligen Familien Zanthier, Schönberg und Lüttichau. Otto Friedrich von Zanthier ließ 1752–1754 einen Um- und Erweiterungsbau des Schlosses ausführen. Nach 1775 kam es abermals zu Umbaumaßnahmen, bei denen unter anderem das Treppenhaus in der vorhandenen Form entstand. 1847 gelangte das Rittergut an Friedrich Hermann Gaudich, sächsischer Gerichtsdirektor, der am und im Schloss Renovierungsarbeiten vornahm. Fortan blieb es in bürgerlicher Hand, bis 1945 im Zuge der Bodenreform die Enteignung der Rittergutsbesitzer erfolgte und das Mutzschener Schloss zunächst als Bezirksjugendschule und ab 1963 als Jugendherberge genutzt wurde. Mit Schließung der Jugendherberge 2003 gingen das Schloss und das dazugehörige Schlossberggelände mit Gartenanlagen wieder in Privatbesitz über. Von der mittelalterlichen Burg sind kaum bauliche Zeugnisse erhalten. Lediglich sind in die Terrassenanlagen auf der Westseite Reste eines Wohnturmes einbezogen, der aus dem Mittelalter stammt (vermutlich 10./11. Jahrhundert) Als stattlicher breitgelagerter Bau behauptet sich das Schloss als Mittelpunkt der ausgedehnten Rittergutsanlage, die stadtseitig – von Osten her – über eine ebenfalls aus der Barockzeit stammende, steinerne Bogenbrücke zu erreichen ist. Der Eingang zum Schlosshof wird durch das Torwächterhaus auf der Nordseite und dem sog. Hungerturm auf der Südseite flankiert. Das Torwächterhaus ist ebenfalls weitgehend dem Wiederaufbau ab 1703 zuzurechnen. Es handelt sich um einen eingeschossigen verputzten Massivbau mit Tür- und Fenstergewänden in Porphyrtuff. Sein Walmdach schmückt ein Dachreiter, der wohl erst in der Umbauphase von 1752–1754 entstand. Im Innern sind wenige historische Ausstattungselemente erhalten, darunter Teile einer Holzbalkendecke mit Schiffskehlen. Das Torwächterhaus war Wohnsitz des Schlossverwalters. Die ehemalige Rittergutsanlage Mutzschen verkörpert verschiedene denkmalrelevante Aussagewerte. Das Rittergut war nicht nur Ausgangspunkt der Ortsgeschichte, sondern übte über Jahrhunderte entscheidenden Einfluss auf die Ortsentwicklung aus. Weiterhin ist es ein wichtiges Zeugnis der sächsischen Rittergutslandschaft und verweist auf die Rolle und Bedeutung der Rittergüter in der Landesgeschichte. Der Adel und die mit ihm verbundenen Rittergüter waren über Jahrhunderte tragende Elemente für die Wirtschafts- und Sozialstruktur vor allem in den ländlichen Bereichen Sachsens. Das Rittergut Mutzschen ist somit ein Zeugnis für die Lebens- und Wirtschaftsweise einer über lange Zeit herrschenden Gesellschaftsschicht in der Vergangenheit. In seiner historisch gewachsenen und in wesentlichen Teilen überkommenen Struktur veranschaulicht es das typische bauliche und funktionale Gefüge einer sächsischen Rittergutsanlage. Darin liegt seine baugeschichtliche und heimatgeschichtliche Aussagekraft. Durch Lage und Umfang prägt die Rittergutsanlage entscheidend das Orts- und Landschaftsbild mit, wodurch sie auch städtebaulich und landschaftsgestaltend von Bedeutung ist. Mit den Einzelbestandteilen der Anlage Schloss und Garten verbinden sich außerdem wichtige Zeugniswerte unter bau- und gartenkünstlerischen Aspekten. Beide sind herausgehobene Beispiele der sächsische Bau- und Gartenkunst im 18. Jahrhundert. - Gutspark: - Gartenteile (vgl. Rittergutskarte von 1819): - 1. Schlosshof, ehemals mit Broderieparterre und Laubengang, westlich des Schlosses, heute asphaltiert - 2. Terrassengarten mit Orangerie unterhalb des Schlosses entlang der Nord-, West- und Südseite des Schlossberges, heute überwachsen, teilweise mit zerstörendem Baumaufwuchs - 3. Orangerieparterre südlich des Schlossberges, heute überwachsen - 4. Schlossteich und Park - 5. ehemaliger Baumgarten im Westen - 6. ehemaliger Küchengarten im Norden - Einfriedung: Bruchsteinmauern im Norden, Westen und an der südlichen Ostgrenze sowie an drei Seiten der ehemaligen Fischhalterei - Erschließung: Zugänge: über den Schlosshof, Tor nördlich der ehemaligen Fischhalterei sowie weiteres Tor im Norden im Bereich des ehemaligen Küchengartens, Wegesystem: regelmäßiges Wegesystem mit wassergebundener Decke, heute kaum noch ablesbar - Orangerie: Teil der südlichen Terrassenanlage am Schlossberg, heute Ruine mit Tonnengewölbe und Hypokaustenheizung - Wasserelemente: Schlossteich nordwestlich des Schlosses, kleines rundes Wasserbecken im westlichen Terrassengarten - Bodenrelief: Terrassenanlage aus bis zu drei Metern hohen Stützmauern aus Trockenmauerwerk aus Wermsdorfer Pyroxenquarzporphyr, im Norden, Westen und Süden durch Freitreppen aus geputztem Ziegelmauerwerk mit Sandsteinpilastern und -abdeckungen sowie Sandsteinstufen erschlossen, Stützmauern aus Trockenmauerwerk als östliche Abgrenzung des ehemaligen Baumgartens - Blickbeziehung: vom Schlossberg über den Schlossgarten in die Landschaft | 09302407 |
| Weitere Bilder                          | Schloss mit Torwächterhaus, Flankierungsturm (Hungerturm), Rest eines Wohnturms sowie Orangerie, Schlossbrücke und Einfriedung des Schlossparks (Einzeldenkmale der Sachgesamtheit 09302407)       | Zum Schloss 7 (Karte)                            | 1704 (Schloss); 10.–11. Jahrhundert (Wohnturm); 18. Jahrhundert (Zufahrtsbrücke) | Einzeldenkmale der Sachgesamtheit Rittergut und Schloss Mutzschen; barocke Anlage, errichtet unter Einbeziehung von Teilen der 1681 abgebrannten mittelalterlichen Burg, Schloss durch Mittelrisalit mit prächtiger Freitreppe und Altan betont, von ortsgeschichtlicher, baugeschichtlicher, heimatgeschichtlicher, gartenkünstlerischer und landschaftsgestaltender sowie städtebaulicher Bedeutung. - Der Flankierungsturm südlich des Torwächterhauses (Hungerturm) diente zur Befestigung des Schlossbergs und der Unterbringung des Wachpersonals. Der verputzte Massivbau hat einen oktogonalen Grundriss und ist mit einem Zeltdach bedeckt. - Das Schloss selbst ist ein stattlicher zweigeschossiger Bau mit hohem Walmdach. Die Putzfassaden sind relativ schlicht gehalten, vermutlich sind sie bei den jüngeren Erneuerungen vereinfacht worden. Diese relativ schlicht gehalten, vermutlich sind sie bei den jüngeren Erneuerungen vereinfacht worden. Die Gebäudeecken sind durch Lisenen betont. Tür- und Fenstergewände bestehen teils aus Sandstein, teils aus Porphyrtuff. Hofseitig hebt eine Vorlage die Gebäudemitte hervor, diese ist durch Pilaster seitlich eingefasst, ob anstelle der Pilaster oder vor ihnen einst Kolossalsäulen standen, wie auf einer Abbildung des 19. Jahrhunderts zu sehen ist, muss offen bleiben. Als oberer Abschluss erhebt sich über der Vorlage ein breitgelagertes Zwerchhaus mit Dreieckgiebel. Das Zwerchhaus wird durch Doppelpilaster gerahmt, im Giebelfeld des Dreieckgiebel eine ausführliche lateinische Inschrift, die den Wiederaufbau des Gebäudes 1703 und die Erneuerung 1752–1754 dokumentiert. Ein besonderer Schmuck der Hofseite ist der Altan, der vor der Vorlage steht und mit einer doppelläufigen Treppe verbunden ist, die vom Hof zum Gebäude führt. Der Altan geht wohl auf Erneuerung 1752–1754 zurück. Auf der Gartenseite tritt ein kräftiger Risalit über die Traufe hinausreichender Mittelrisalit mit Walmdach vor die Front. Im Erdgeschoss öffnet dieser sich durch Rundbogentüren. An die Nordwestecke des Schlosses schließt sich ein niedrigerer Anbau an. Im Innern ist vor allem die gerundete, nach 1775 entstandene Treppenanlage hervorzuheben. Von der einstigen Ausstattung des Gebäudes zeugen außerdem relativ einfache Stuckdecken. - Der ehemalige Wirtschaftshof, der für die Existenzgrundlage des Rittergutes in der Vergangenheit unabdingbar war, liegt östlich vor dem Schlossberg. Von der einst vierseitigen Hofanlage sind nur der Nord- und der Westflügel (Dr.-Robert-Koch-Straße 1) stark verändert bzw. in Teilen erhalten. Es handelt sich um verputzte Massivbauten, die im Kern vermutlich auch auf das 18. Jahrhundert zurückgehen. Das Gebäude auf der Nordseite weist im Innern noch einen mehrschiffig gewölbten Stallbereich auf. Von der ursprünglichen Gestalt des Wirtschaftshofes zeugen zudem noch die Einfassung des Brunnens in der Hofmitte und der Torbogen an der ehemaligen Einfahrt mit Porphyrtuffgewände und Kugelaufsätzen. Seiner Form nach stammt dieser vermutlich aus dem 17. Jahrhundert. - Zum Bestand der Rittergutsanlage gehört weiterhin eine großzügige Gartenanlage, die sich vor allem nach Westen hin ausdehnt und über Terrassen vom erhöhten Schlossstandort in die Ebene führt. Der Terrassengarten mit Orangerie umfasst den Schlossberg unterhalb des Schlosses entlang der Nord-, West- und Südseite. Südlich war diesem ein Orangerieparterre vorgelagert. Das Orangeriegebäude war Teil der südlichen Terrassenanlage und ist heute als Ruine mit Tonnengewölbe und Hypokaustenheizung erhalten. Die Terrassen werden durch bis zu drei Meter hohe Mauern aus Trockenmauerwerk (Wermsdorfer Pyroxenquarzporphyr) gestützt und sind über Freitreppen aus geputztem Ziegelmauerwerk mit Sandsteinpilastern und -abdeckungen sowie Sandsteinstufen erschlossen. Die Ebene prägen vor allem der Schlossteich im Nordwesten sowie Park und ehemaliger Baumgarten, die den äußeren Rahmen des Geländes bilden. Der Schlosshof war ehemals in die gärtnerische Gestaltung einbezogen und bildete mit einem Broderieparterre deren festlichen Auftakt. Weiterer Bestandteil des Mutzschener Schlossgartens ist der ehemalige Küchengarten im Norden. Das Gartenareal ist von einer weitgehend erhaltenen Einfriedung umschlossen, diese besteht aus Bruchsteinmauern. Neben dem Zugang über den Schlosshof war die Gartenanlage durch Tore nördlich der ehemaligen Fischhalterei sowie im Bereich des ehemaligen Küchengartens zu erreichen. Das einstige regelmäßige Wegesystem mit wassergebundener Decke ist im gegenwärtigen Zustand nur noch schwer ablesbar. Durch Blickbeziehungen korrespondieren Schlossberg und Schlossgarten mit der umgebenden Landschaft. - Torwärterhaus: eingeschossiger verputzter Massivbau, verputzte Traufe, Tür- und Fenstergewände in Porphyrtuff, Walmdach mit Dachreiter und Uhr sowie Gaube zum Hof - Schlossbrücke: Bogenbrücke in Bruchstein, Abdeckplatten in Sandstein, in die Terrassenanlagen der Westseite quadratischer Bau in Bruchsteinmauerwerk mit Porphyrtuffelementen einbezogen, der vermutlich den Rest eines Wohnturmes darstellt und im unteren Teil auf das 10./11. Jahrhundert zurückgeht | 08974281 |

## Ehemaliges Denkmal
| Bild                                    | Bezeichnung                              | Lage                     | Datierung | Beschreibung | ID       |
| --------------------------------------- | ---------------------------------------- | ------------------------ | --------- | --- | -------- |
| Direkt Bild zu diesem Denkmal hochladen | Wohnhaus in offener Bebauung und Scheune | Böhlitzer Weg 28 (Karte) | Um 1800   | Alte Ortslage Böhlitz, ortsbildprägende Gebäude der Zeit um 1800, von sozialhistorischer Bedeutung. - Wohnhaus: zweigeschossiger, verputzter Massivbau, Obergeschoss zum Teil Fachwerk, Giebel vermutlich massiv erneuert, Holztraufe, Satteldach, ältere Fenster, rückseitig abgeschleppter Anbau - Seitengebäude/Scheune: eingeschossiger Massivbau, Satteldach, Ziegelsteintraufe, verputzt, originales Tor Zwischen 2017 und 2024 aus der Denkmalliste gestrichen. | 08974286 |

## Tabellenlegende
- Bild: Bild des Kulturdenkmals, ggf. zusätzlich mit einem Link zu weiteren Fotos des Kulturdenkmals im Medienarchiv Wikimedia Commons. Wenn man auf das Kamerasymbol klickt, können Fotos zu Kulturdenkmalen aus dieser Liste hochgeladen werden:
- Bezeichnung: Denkmalgeschützte Objekte und ggf. Bauwerksname des Kulturdenkmals
- Lage: Straßenname und Hausnummer oder Flurstücknummer des Kulturdenkmals. Die Grundsortierung der Liste erfolgt nach dieser Adresse. Der Link (Karte) führt zu verschiedenen Kartendiensten mit der Position des Kulturdenkmals. Fehlt dieser Link, wurden die Koordinaten noch nicht eingetragen. Sind diese bekannt, können sie über ein Tool mit einer Kartenansicht einfach nachgetragen werden. In dieser Kartenansicht sind Kulturdenkmale ohne Koordinaten mit einem roten bzw. orangen Marker dargestellt und können durch Verschieben auf die richtige Position in der Karte mit Koordinaten versehen werden. Kulturdenkmale ohne Bild sind an einem blauen bzw. roten Marker erkennbar.
- Datierung: Baubeginn, Fertigstellung, Datum der Erstnennung oder grobe zeitliche Einordnung entsprechend des Eintrags in der sächsischen Denkmaldatenbank
- Beschreibung: Kurzcharakteristik des Kulturdenkmals entsprechend des Eintrags in der sächsischen Denkmaldatenbank, ggf. ergänzt durch die dort nur selten veröffentlichten Erfassungstexte oder zusätzliche Informationen
- ID: Vom Landesamt für Denkmalpflege Sachsen vergebene, das Kulturdenkmal eindeutig identifizierende Objekt-Nummer. Der Link führt zum PDF-Denkmaldokument des Landesamtes für Denkmalpflege Sachsen. Bei ehemaligen Kulturdenkmalen können die Objektnummern unbekannt sein und deshalb fehlen bzw. die Links von aus der Datenbank entfernten Objektnummern ins Leere führen. Ein ggf. vorhandenes Icon  führt zu den Angaben des Kulturdenkmals bei Wikidata.